# 白沙嶼
23°40′45″N 119°40′03″E / 23.679125029456518°N 119.66749996088791°E
白沙嶼，又稱小白沙嶼，為台灣澎湖縣白沙鄉的一個島嶼，面積約0.1885平方公里，是澎湖群島面積第三大的無人島（僅次於西吉嶼和姑婆嶼），也是澎湖東海面積最大的無人島和最大的無地址島嶼，因西南方擁有兩百公尺的白色貝殼沙灘而得名。島嶼位置在鳥嶼北方約四公里處，長約300公尺，最高處約高24公尺。農委會於1992年將此島與雞善嶼及錠鈎嶼劃定為澎湖玄武岩自然保留區，依規定非經申請許可不得登岸。

## 註解
1. ↑  比其大的西吉嶼屬於望安鄉東吉村22至24鄰、姑婆嶼屬於白沙鄉赤崁村16鄰姑婆嶼１號